# Estípit (arquitectura)

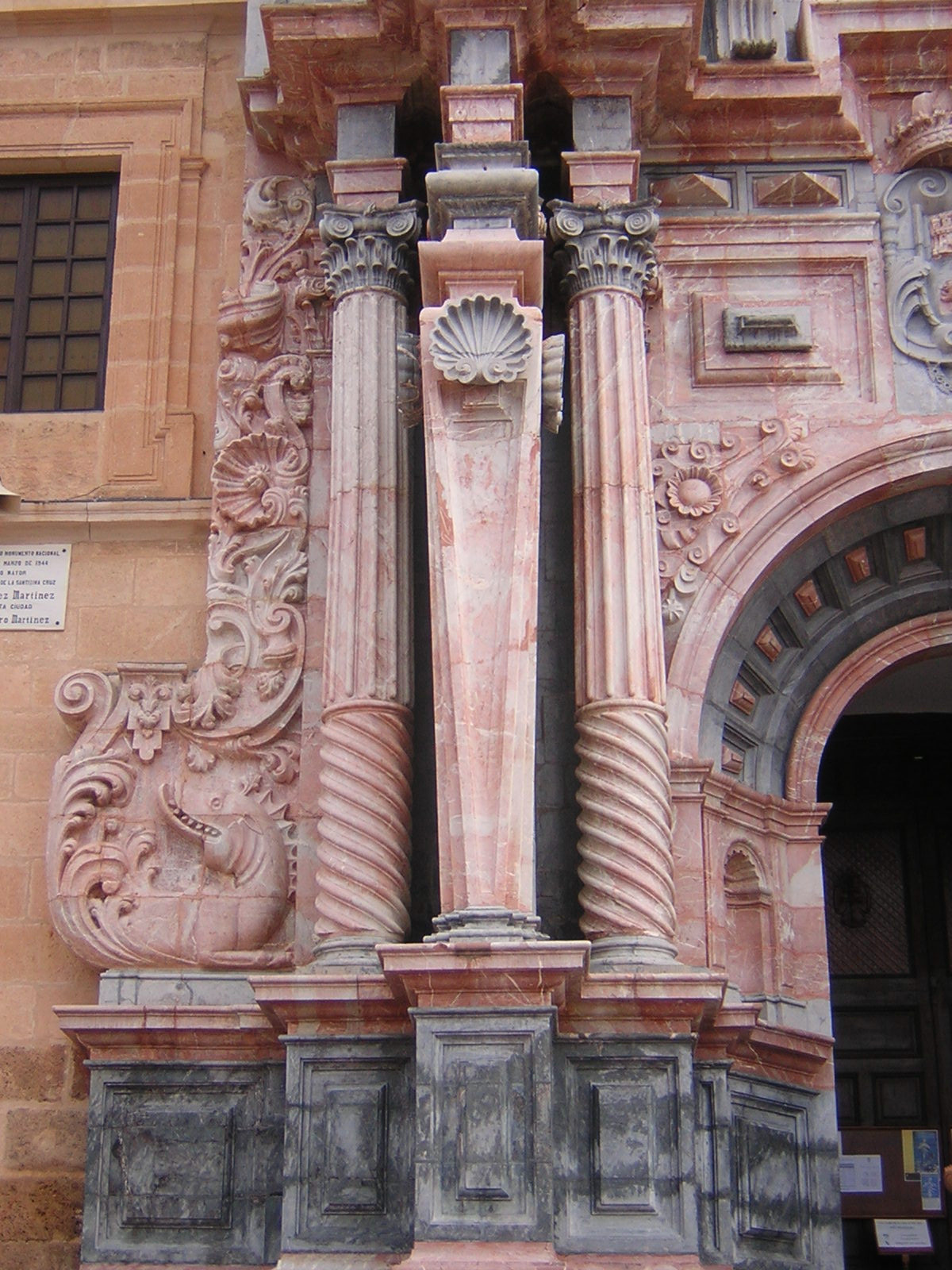
Estípit a l'església de la Vera Creu de Caravaca de la Cruz.

L'estípit és una pilastra troncopiramidal invertida que de vegades té funcions estructurals o de suport. Està composta per la superposició d'aquest element amb un altre de caràcter geomètric o figuratiu a la part superior.
El seu origen està en les columnes creto-micèniques d'èntasi invertit. Prové del llatí stipe (estaca) i aquest del grec stupas (tronc). Es va començar a utilitzar amb freqüència durant el Renaixement, en l'última etapa del classicisme-romanitzat (segle xvi). Al segle xvii amb l'entrada del barroc va tenir un gran auge, afegint formes capritxoses i va arribar a ser, juntament amb la columna salomònica, un dels elements arquitectònics més característics de l'art barroc.
El seu ús, en contraposició amb equilibri i ordre dels volums clàssics, produeix sensació de desequilibri, inestabilitat, lleugeresa i fragilitat en allò que sustenta, el que fa que s'incrementi la sensació d'incompletesa, inestabilitat o moviment, típic dels conjunts arquitectònics barrocs. Es pot considerar un element a mig camí entre l'arquitectura i l'escultura. Sovint s'usa emmarcant obertures de portes i finestres, amb variants on la base troncopiramidal es substituïda per ornaments de rocalla.